# Guadalupe (Chihuahua)
Guadalupe es una localidad del estado mexicano de Chihuahua, localizada en el extremo norte del estado, en el denominado Valle de Juárez, es cabecera del municipio de Guadalupe.

## Historia
Guadalupe fue fundado en el año de 1849 por un grupo de mexicanos que tras la firma del Tratado de Guadalupe Hidalgo con el que finalizó la Intervención estadounidense en México y que supuso la pérdida por parte de México de los territorios que hoy son los estados de Texas y Nuevo México, entre otros, y que viviendo en esa zona que pasaría a formar parte de Estados Unidos, no quisieron perder su nacionalidad y en consecuencia se trasladaron de sus antiguos lugares de residencia a fundar lo que hoy es el pueblo de Guadalupe, situado a escasa distancia del río Bravo y de la Frontera entre Estados Unidos y México; este origen es recordado en el lema de la población que ostenta su escudo: "Ante todo mexicanos". Inicialmente la población formó parte del municipio de Juárez, hasta que un decreto del Congreso de Chihuahua dado el 15 de febrero de 1859 la constituyó en cabecera del nuevo municipio de Guadalupe. 
Tanto la población como el municipio son frecuentemente nombrados como Guadalupe Distrito Bravos, Guadalupe D. B. o Guadalupe Bravos, siendo todos ellos incorrectos, pues el nombre oficial es únicamente "Guadalupe", Guadalupe Bravos fue considerado nombre oficial hasta el 23 de enero de 1969 en que se simplificó a Guadalupe. La principal razón de esta confusión es su pertenencia al Distrito Judicial Bravos y para hacer una diferenciación con la población y municipio de Guadalupe y Calvo.
Durante gran parte de su historia Guadalupe fue un pequeño pueblo dedicado a la agricultura en pequeña escala, esto cambió en los años sesenta del siglo XX cuando gracias a la introducción de sistemas de riego en todo el Valle de Juárez se incrementó la agricultura, principalmente de algodón, sembrándose grandes extensiones de territorio, sin embargo este cultivo ha decaído y Guadalupe actualmente se dedica mayormente a otras actividades económicas, teniendo una fuerte migración principalmente hacia Ciudad Juárez por razones principales económicas.
Guadalupe y las poblaciones cercanas han sido duramente castigadas por la inseguridad y los enfrentamientos entre los cárteles de drogas y de éstos con las fuerzas públicas y el ejército mexicano, que conllevó el asesinato de su alcalde Jesús Manuel Lara Rodríguez por el crimen organizado el 19 de junio de 2010 en Ciudad Juárez, que conllevó a que prácticamente desapariciera la policía del municipio, por la deserción masiva de sus elementos, y culminó con el secuestro de la única policía restante, el 23 de diciembre de 2010.

## Localización y población
Guadalupe está localizada en las coordenadas 31°23′23″N 106°06′05″O / 31.38972, -106.10139 y a una altitud de 1,100 metros sobre el nivel del mar, la distancia que la separa de Ciudad Juárez es de unos 60 kilómetros, y se comunica con ella por la Carretera Federal 2, esta misma carretera también la comunica a otras poblaciones como Práxedis G. Guerrero.
El conteo de Población y Vivienda de 2005 realizado por el Instituto Nacional de Estadística y Geografía dio como resultado un total de 4,647 habitantes en Guadalupe, de estos 2,345 son hombres y 2,302 son mujeres.